# Joshua McAdams
Joshua McAdams (* 26. März 1980 in Atlanta) ist ein ehemaliger US-amerikanischer Hindernisläufer.
2007 siegte er bei den Panamerikanischen Spielen in Rio de Janeiro über 3000 Meter Hindernis, schied aber bei den Weltmeisterschaften in Osaka im Vorlauf aus.
Auch bei den Olympischen Spielen 2008 in Peking und bei den Weltmeisterschaften 2009 in Berlin kam er nicht über die erste Runde hinaus.
2007 und 2009 wurde er US-Meister. Für die Brigham Young University startend wurde er 2007 NCAA-Meister.
Seine persönliche Bestzeit von 8:21,36 min stellte er am 10. Juni 2007 in Eugene auf.